# بانغو بي ال سي
بانغو  (Bango) توفر تكنولوجيا التي تمكن التجارة على شبكة الإنترنت النقالة. وتعد الشركة مدرجة في بورصة لندن (مؤشر BGO.L رمز).
منتجات بانغو تسمح تجميع الدفع للمحتوى على الإنترنت والخدمات ، وتوفير تحليلات الويب لحملات التسويق ومواقع الجوال. سكاي، فوكس موبايل، تيرنر البث،  ودادا الترفيه  من بين الشركات التي النقالة الأعمال الاستفادة من منتجات بانغو.

## وصلات خارجية
- الموقع الرسمي